# Colonne de l'Abondance
La Colonne de l'Abondance (en italien : Colonna dell'Abbondanza) est une colonne monumentale située Piazza della Repubblica, à Florence, en  Toscane. 

## Histoire
Alors que la place de la République date du XIXe siècle, il y avait auparavant ici le Mercato Vecchio (Vieux Marché) de Florence. Une colonne sur le site avait été érigée au XVe siècle, à l'intersection des anciennes routes romaines, le Cardo et le Decumanus Maximus, l'ensemble formant le centre de la Florence romaine antique.
La colonne, faite de granit gris de l'île d'Elbe, a été érigée initialement vers 1430-1431 par les officiers civiques du quartier. Au sommet, à l'origine, était placée une statue en pietra serena de Donatello, représentant une allégorie de la Dovizia (l'Abondance), tenant une corne d'abondance, un thème qui sied à la place du marché environnante. 
Deux chaînes étaient attachées à la colonne : l'une ouvrant et fermant le marché, tandis que l'autre était utilisée pour enchaîner les escrocs et les débiteurs insolvables pour l'humiliation publique. En cela, elle a eu un rôle similaire à la Colonne du Vicariat à Naples.

## Démantèlement et reconstruction
Usée par les intempéries, la tête de la statue de Donatello est tombée et a été détruite. La statue a été enlevée en 1721, et remplacée par une statue en marbre par Giovanni Battista Foggini
Lors de la démolition de la place du Mercato Vecchio entre 1885 et 1895, la colonne a été démantelée, et ses composants stockés dans différents sites. Ce n'est seulement qu'en 1956, grâce au comité pour l'esthétique citadine, et au financement de l'Azienda del Turismo locale, que la colonne a été remontée, avec une copie en bronze de la statue de Foggini.
La colonne est située à deux mètres de son emplacement initial.

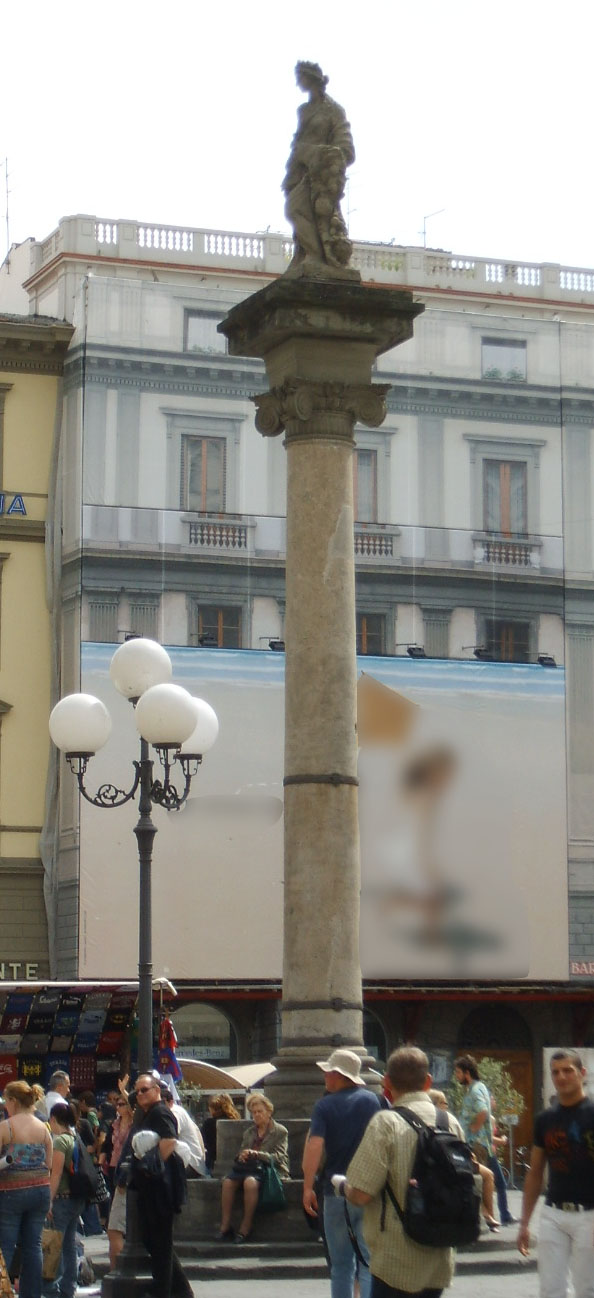
Colonne actuelle
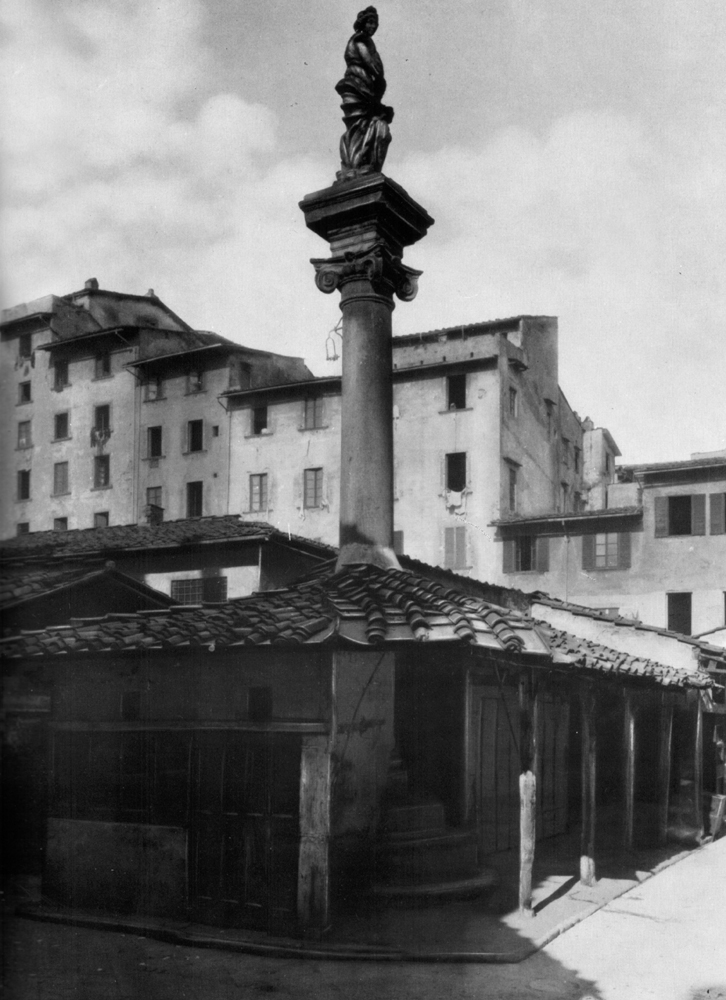
Colonne avant 1881, place du Mercato Vecchio
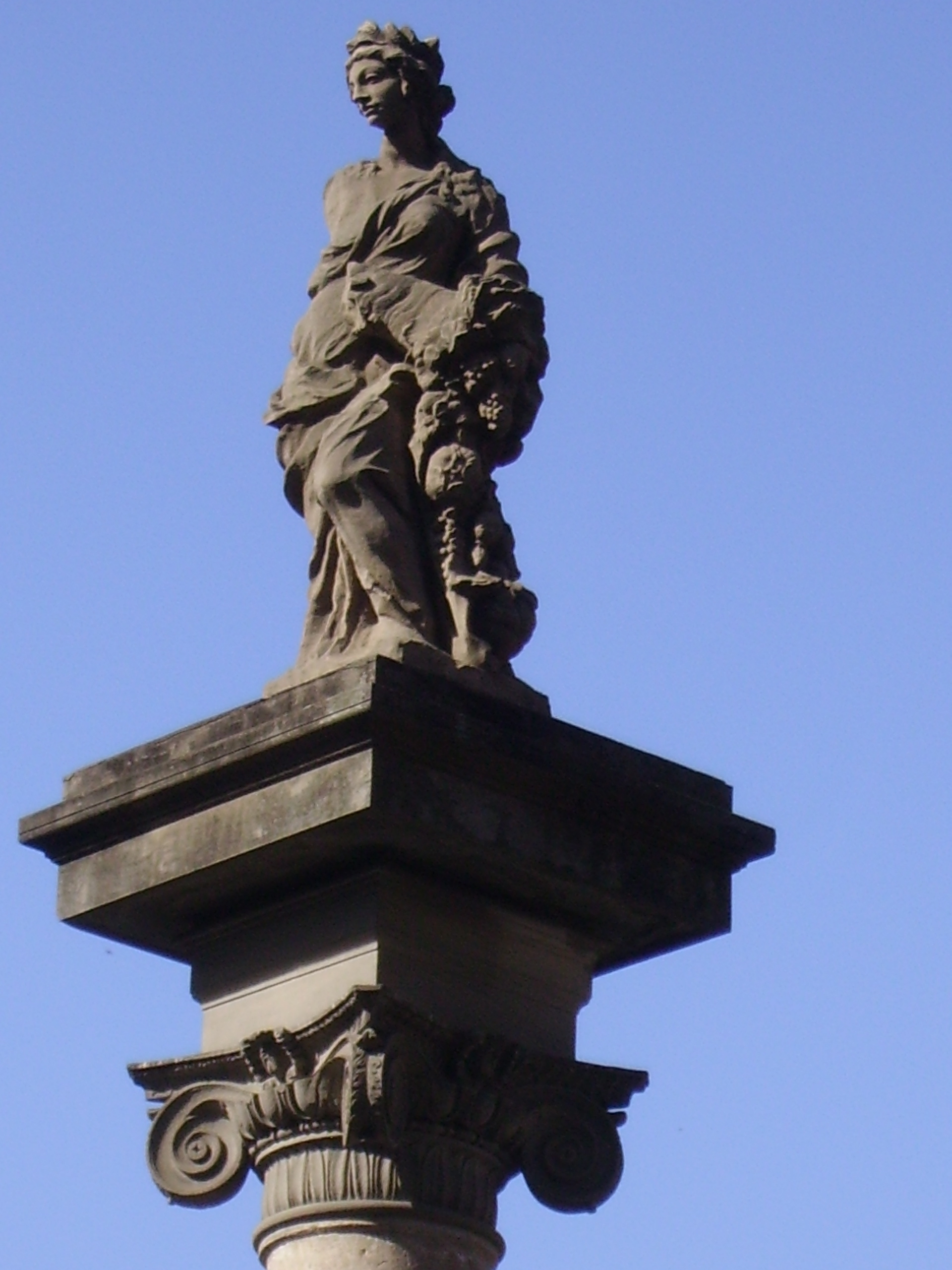
Statue de l'Abondance
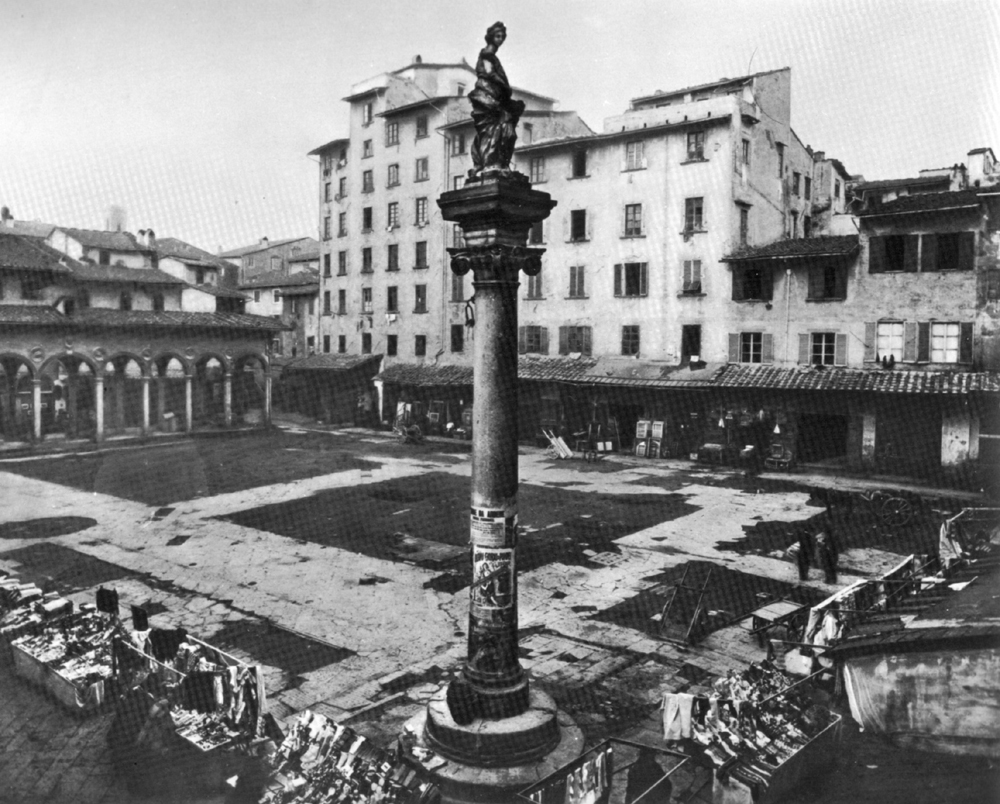
Avant le démantèlement du Mercato Vecchio